# Fedra (dramat Seneki Młodszego)
Fedra (łac. Faedra) – tragedia Seneki Młodszego, oparta na mitologicznym wątku miłości Fedry do jej pasierba Hipolita.

## Data powstania utworu

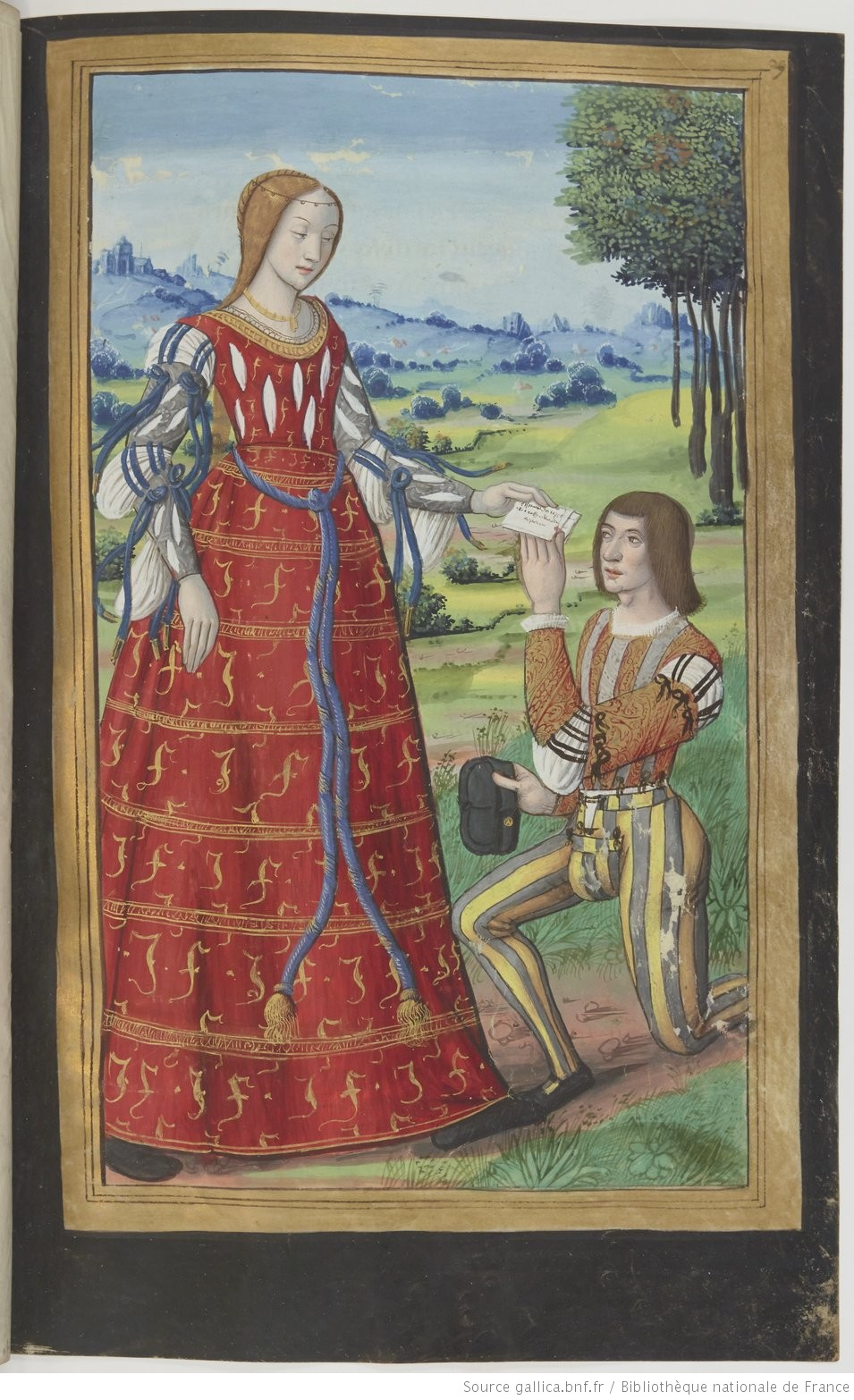
Fedra. Ilustracja do Heroid Owidiusza. XV w.

Nie zachowały się żadne informacje co do czasu powstania tragedii Seneki. Brak wzmianek odnoszących się do osób lub wydarzeń współczesnych dodatkowo utrudnia ich periodyzację. Z faktu, że aluzje do tragedii Seneki zawiera Farsalia Lukana, nad którą autor rozpoczął pracę w latach 60-63, wysuwa się wniosek, że tragedie Seneki musiały powstać przed tą datą. Uczeni różnią się jednak poglądami na możliwy czas ich powstawania. Tarrant, na podstawie wzmianki u Kwintyliana, z której wynika, że na początku lat pięćdziesiątych Seneka cieszył się opinią tragika, przyjmuje, że jego tragedie mogły powstać w okresie wygnania w latach 41-49. L. Herrmann jest zdania, że cały zbiór powstał w latach 49-62.
J.G. Fitch na podstawie analizy długości „silnych pauz myślowych” (the strong sense-pauses) występujących na końcu wiersza, zaliczył Fedrę do początkowego okresu twórczości dramatycznej Seneki. L. Herrmann uznaje kolejność tragedii rękopisu A za chronologiczną, co czyni Fedrę czwartą, z dziewięciu, tragedią Seneki.

## Mit Hipolita i Fedry w literaturze przed Seneką
Mit zna już Homer. Odys wśród zmarłych spotyka Fedrę, Prokrydę i piękną Ariadnę. Najsłynniejszym opracowaniem tematu przez Greków są jednak dwie tragedie Eurypidesa Hippolytos Kalyptomenos (Hipolit zasłaniający oblicze) i Hippolytos Stefaneforos (Hipolit uwieńczony). W pierwszej znanej tylko ze szczupłych fragmentów i późniejszych opracowań, Fedra sama wyznawał pasierbowi miłość. Wstrząśnięty Hipolit zakrywał sobie twarz i choć w pierwszym odruchu chciał zabić występną macochę, to ostatecznie porzucał miecz i oddalał się. Oczerniony przez macochę przed ojcem Tezeuszem, wygnany z kraju, ginął na skutek ojcowskiej klątwy, a Fedra popełniała samobójstwo. Sztuka została wygwizdana przez ateńską publiczność. Próbę rehabilitacji Fedry podjął bez powodzenia Sofokles w dramacie Faidra (Fedra). W jego sztuce ogarnięta fatalną miłością Fedra nigdy nie wyznałaby swej hańby Hipolitowi, gdyby nie gadulstwo służącej. W swoim drugim Hipolicie Eurypides poszedł tą drogą, czyniąc Fedrę ofiarą bogini Afrodyty i tym razem zdobył pierwszą nagrodę.
Żaden z tragików rzymskich epoki republikańskiej nie sięgnął po temat występnej miłości Fedry do swego pasierba. Obyczaje republikańskiego Rzymu nie pozwalały na poruszanie takiego tematu na scenie. Wergilusz wspomina o Fedrze podczas wędrówki Eneasza przez płaczące pola świata umarłych, wspomina też wersję mitu wedle której Hipolit został po śmierci wskrzeszony za sprawą Diany ziołami boga Eskulapa i ukryty u nimfy Egerii w italskim gaju pod imieniem Wirbriusza. Więcej miejsca poświęcił obydwojgu bohaterom inny z poetów epoki augustowskiej, Owidiusz. W czwartym liście Heroid Fedra wyznaje ukochanemu swe płomienne uczucia, których wstydzi się ujawnić w bezpośredniej rozmowie. Owidiusz powraca do tego wątku jeszcze raz w Metamorfozach. Tym razem to Hipolit pociesza płaczącą po śmierci Numy Pompiliusza nimfę Egerię opowiadając swe własne nieszczęściaː występną miłość macochy, klątwę rzuconą przez ojca, śmierć, a następnie wskrzeszenie przez Eskulapa za sprawą Diany i ukrycie na ziemi italskiej pod imieniem Wirbriusza.

## Osoby
| Osoba     | Jej rola w dramacie |
| --------- | ------------------- |
| Fedra     | żona Tezeusza       |
| Hipolit   | syn Tezeusza        |
| Piastunka | służąca Fedry       |
| Tezeusz   | król Aten           |
| Posłaniec |                     |
| Chór      |                     |

## Czas i miejsce akcji
Akcja utworu rozgrywa się w Atenach w pałacu króla Tezeusza,

## Treść

### Akt I

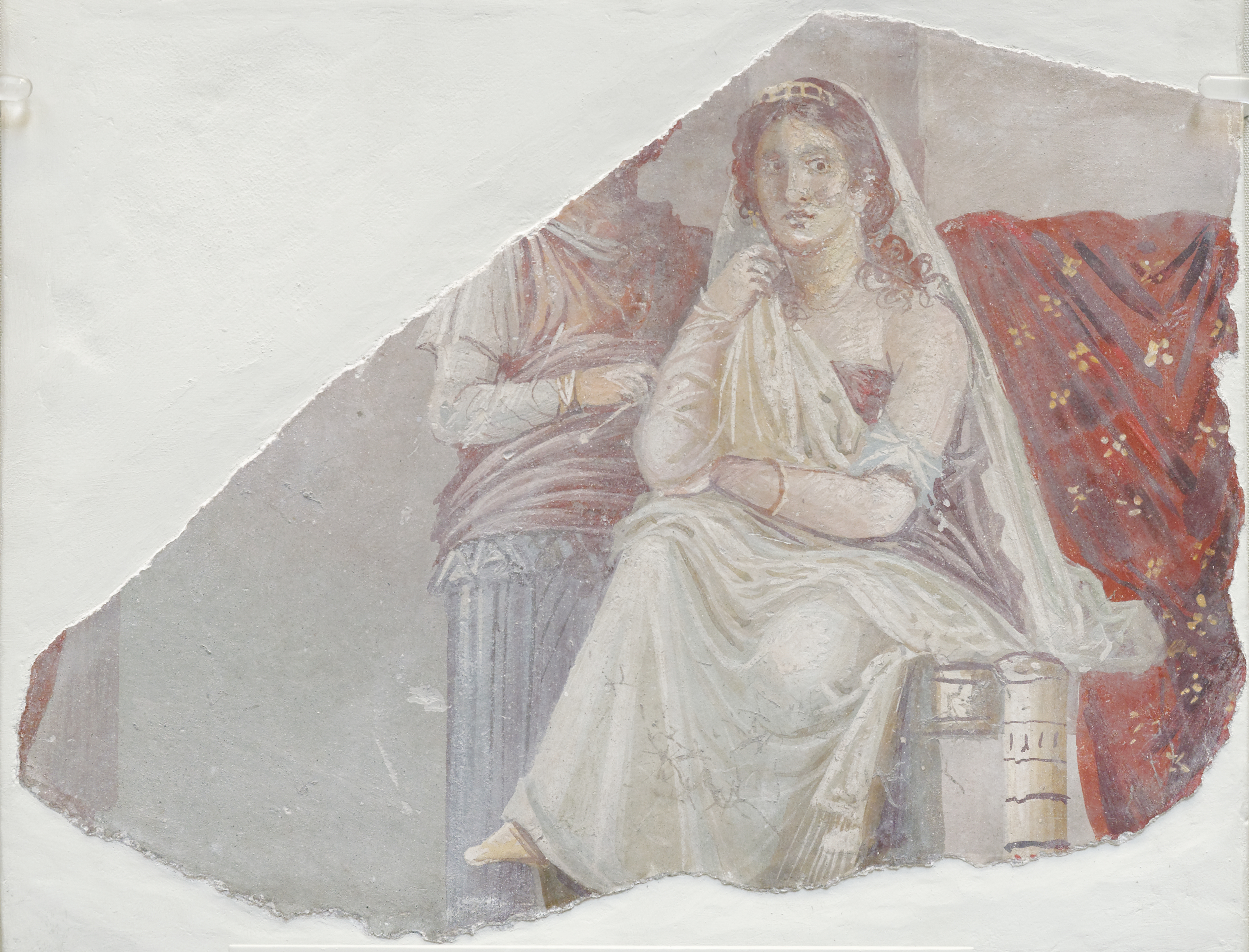
Fedra z piastunką. Pompeje. 20-60 r.

Hipolit wybiera się na łowy, zwołuje drużynę i modli się do Diany, bogini łowów, o ich pomyślny przebieg. Po jego odejściu z pałacu wychodzi Fedra z piastunką. Królowa skarży się na swój los. Jej mąż, specyficznie pojmując wierność, wyprawił się do królestwa podziemi, by porwać żonę boga Plutona, Prozerpinę i od czterech lat nie wraca z tej krainy bez powrotu. Ona sama zakochała się szaloną miłością w młodzieńcu, który z całego serca oddaje się łowom. Piastunka radzi jej nie hodować w sercu występnej miłości, bo jej gdy wzrośnie nie opanuje. Przestrzega ją przed karą bogów, którzy widzą wszelkie zło i przed zrodzeniem, jak matka potworów, z potwornego związku. Wyrzuca swej pani, że podobne szały rodzą się ze zbytku, przestrzega przed surowością męża i odrazą, którą żywi Hipolit do kobiet. Fedra w końcu ulega i postanawia skończyć ze sobą. Przerażona piastunka decyduje się jej pomóc. Chór śpiewa pieśń na cześć Wenus, której nie potrafił się oprzeć ani Febus, ani Jowisz, ani Herkules.

### Akt II
Fedrę wszystko drażni, nigdzie nie umie znaleźć sobie miejsca. Piastunka modli się do Diany prosząc ją o pomoc w rozmowie z Hipolitem. Nakłania go, by nie unikał towarzystwa i oddał się na służbę Wenus, by przedłużyć trwanie ludzkiego gatunku i zyskać towarzyszkę życia. Hipolit jest jednak dumny ze swej samotności. Uważa, że życie dworskie rodzi złe obyczaje, chwali życie na łonie natury, czystość ludzi złotego wieku, którą zniszczyła przewrotność ludzi następnych pokoleń, głównie za sprawą przewrotnych kobiet. Dlatego po  śmierci matki nienawidzi wszystkich kobiet. Zjawia się Fedra i mdleje na jego widok. Ocucona prosi go, jako wdowa, o pomoc, a wreszcie wyznaje z trudem miłość. Hipolit jest wstrząśnięty, chce skończyć z ohydą przebijając mieczem macochę. Ostatecznie jednak porzuca miecz, czując się nim zbrukany i odchodzi w pomieszaniu. Piastunka przyzywa chór Atenek i oskarża Hipolita i próbę gwałtu na macosze. Chór śpiewa pochwałę urody młodzieńca, nie ufa jednak knowaniom Fedry i jej sługi.

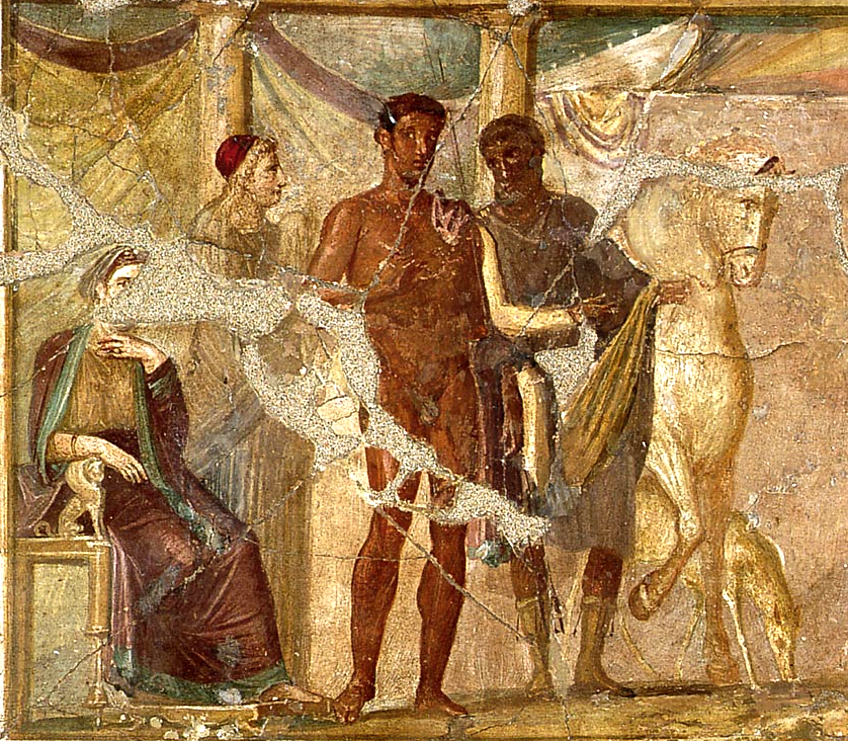
Fedra i Hipolit. Fresk z Pompejów

### Akt III
Po czteroletniej niewoli w hadesie Tezeusz wyzwolony przez Herkulesa, który przybył porwać Cerbera, wraca do domu. Piastunka wyjawia mu, że pani che się zabić. Fedra nie chce wyjawić przyczyny tego kroku. Dopiero, wobec groźby wzięcia na tortury wiernej sługi, wyznaje, że została znieważona i wskazuje na porzucony miecz sprawcy. Oszalały z gniewu Tezeusz przeklina syna, obiecuje ścigać go aż na krańce świata, wreszcie prosi Posejdona, który obiecał mu spełnić trzy życzenia, by odebrał życie Hipolitowi. Chór rozważa dlaczego bogowie, którzy zapewniają ład we wszechświecie, nie dbają o ukaranie niesprawiedliwych.

### Akt IV
Przybywa posłaniec z wieścią o śmierci Hipolita. Ojciec jest niewzruszony. Posłaniec opowiada jak to po zaprzęgnięciu przez Hipolita koni do rydwanu, morze wyrzuciło na brzeg potwornego byka, jak spłoszone konie poniosły i pociągnęły za sobą zaplątanego w lejce młodzieńca rozrywając na strzępy na skałach i drzewach, tak że teraz wszyscy słudzy zbierają jego szczątki po całej okolicy. Tezeusz płacze nad utratą syna. Chór śpiewa o zmienności ludzkiej doli.

### Akt V
Wstrząśnięta skutkami swej zbrodni Fedra przeklina powrót Tezeusz i jego okrucieństwo. Pragnie się połączyć przynajmniej w śmierci z ukochanym i przebija się mieczem. Tezeusz rozpacza nad dniem swego powrotu, nad wolnością, która przyniosła śmierć syna i żony. Pragnie powrócić do krainy umarłych. Chór wzywa go, by pochował zmarłego syna i pomaga mu dopasować do siebie jego szczątki. Tezeusz wydaje służbie odpowiednie rozporządzenia co do pogrzebu syna, nakazuje też zakopać gdzieś zwłoki żony, życząc by jej ziemia ciężką była.

## Stosunek do Eurypidesa
Pisząc swoją Fedrę Seneka oparł się przede wszystkim na zaginionym Hipolicie zasłaniającym oblicze, z Hipolita uwieńczonego korzystając głównie w scenie rozmowy piastunki z Hipolitem na początku drugiego aktu. Włoscy latyniści  (Paratore, Giomini) próbują udowodnić również wpływy Faidry Sofoklesa, czego jednak nie da się rozstrzygnąć. Senekę niewątpliwie bardziej pociągała Fedra z Hipolita I, o wiele wyrazistsza, występująca z całym natężeniem kobiecych namiętności. Możliwość przedstawienia kobiecej psychiki ogarniętej przez potężne, występne pragnienia, dawało pole do popisu dla autora tragedii retorycznej. Szczególnie sceny pomiędzy Fedrą i Hipolitem oraz pomiędzy Fedrą a Tezeuszem dawały autorowi doskonały materiał do zbudowania scen pełnych kontrastu i patosu.

## Fedrana tle epoki
W literaturze naukowej pojawiały się sugestie, że mimo greckiej fabuły, tragedia zawiera aluzje do wydarzeń na dworze cesarskimː do miłosnego stosunku żony cesarza Klaudiusza, Messaliny z Gajuszem Siliuszem (w. 987 i n.) oraz do jej upadku (w. 1123 i n.). Sugestie te cieszą się powszechnym uznaniem badaczy. Niewątpliwie natomiast utwór oddaje ogólny nastrój elit epoki wczesnego pryncypatu. Wyraźny jest pesymizm, mający swe źródło w beznadziejnej sytuacji politycznej tej grupy społecznej, skłaniający do idealizowania przeszłości, gloryfikacji tzw. wieku złotego, gdy ziemia była wspólna i nie znano ani chciwości, ani zbytku. Hipolit snuje więc rozważania o wspaniałej epoce, w której można było żyć wedle praw natury w ubogiej chatce. Chór skarży się na Jowisza i matkę-naturę, że o ile przyrodą rządzą stałe i niezmienne prawa, to ludzkim życiem - ślepy los, najczęściej okrutny dla ludzi dobrych. Warto również zwrócić uwagę na fakt, że to właśnie epoka pryncypatu z nierzadkimi przypadkami stosunków kazirodczych na szczytach społecznych stworzyła klimat dla napisania tragedii o występnej miłości macochy do pasierba, w Rzymie republikańskim niemożliwej.

## Polskie przekłady
Pierwszego przekładu Fedry na język polski dokonał w XVII wieku Stanisław Morsztyn. Jego Hippolit cieszył się sporym powodzeniem i był kilkakrotnie wydawany (1655, 1689, 1752). Przekładu wszystkich tragedii dokonał pod koniec XVII stulecia dominikanin ksiądz Jan Alan Bardziński. Przekład ukazał się drukiem w 1696 roku w zbiorze Smutne starożytności teatrum: to iest Tragediae Seneki Rzymskiego na polski ięzyk dla pospolitego przetłumaczone pożytku. W 1959 roku, nakładem Ossolineum ukazało się tłumaczenie Anny Świderkówny, wznowione w 2006.